# Vækstøkonomi
En vækstøkonomi er et land, der har nogle karakteristika af en avanceret økonomi, men som ikke fuldt ud opfylder dens kriterier. Dette omfatter lande, der kan blive avancerede økonomier i fremtiden eller var i fortiden. Udtrykket "grænseøkonomi" bruges om udviklingslande med mindre, mere risikable eller mere illikvide kapitalmarkeder end "vækstøkonomier". Fra 2006 anses økonomierne i Kina og Indien for at være de største vækstøkonomier. Ifølge The Economist oplever mange, at udtrykket er forældet, men intet nyt udtryk har vundet indpas. Hedgefondskapital i vækstøkonomier nåede et rekordhøjt nyt niveau i første kvartal af 2011 på 121 milliarder amerikanske dollar. De ti største vækst- og udviklingsøkonomier målt på enten nominelt eller KKP-justeret BNP er fire af de fem BRIKS-lande (Brasilien, Rusland, Indien og Kina) sammen med Indonesien, Iran, Sydkorea, Mexico, Saudi-Arabien, Taiwan og Tyrkiet.